# Criação publicitária
Criação publicitária é o processo de confecção de peças e campanhas publicitárias, com intuito comercial, institucional, política, educacional, governamental, artística, etc, para a a promoção ou venda de um produto, uma marca, uma empresa, um objeto, ou um serviço. Entre os objetivos, destacamos a intenção de despertar o desejo de compra do consumidor, o fortalecimento de uma marca em relação aos seus concorrentes, a criação de uma imagem pública favorável.
A criação publicitária trabalha basicamente com dois tipos de informações. Um é de ordem subjetiva, ou seja, o conjunto de vivências e experiências pessoais de cada profissional, as quais irão determinar a eficiência na resolução de um problema de comunicação e a associação de idéias no processo de criação. O outro é o briefing, que seria o banco de dados, sobre o qual o profissional de criação irá trabalhar.
O setor de criação publicitária, dentro de uma agência de publicidade e propaganda, é a área onde são elaboradas as campanhas publicitárias, envolvendo vários meios de comunicação: o comercial de televisão; os anúncios de mídia impressa (revistas e jornais basicamente); as mídias externas (outdoors, busdoors, frontlights, backlights, entre outros); as peças de marketing direto (folders, malas-diretas, folhetos...); materiais promocionais (camisetas, bonés, brindes diversos); banners; cartazes; entre diversos outros recursos de comunicação.
A metodologia atualmente aplicada nesse setor compreende as duplas de criação, onde um diretor de arte e um redator trabalham juntos na criação de soluções de campanha das diversas peças. Ainda temos o diretor de criação, responsável pela coordenação de todas as campanhas e profissionais do setor; o revisor, responsável pela avaliação e liberação de todo material lingüístico; o arte-finalista, responsável pelo estúdio de arte final, onde as peças gráficas são finalizadas antes do envio para a gráfica ou as produtoras de vídeo, que produzirão o material final. Temos ainda o produtor gráfico, que fará o intermédio entre criação, atendimento, mídia e fornecedores (gráficas, produtoras diversas).
Cada peça gráfica possui características próprias. Assim as técnicas de criação são as mais diversas. Porém o que mais conta será a capacidade de elaborar determinada peça a fim de gerar empatia e ação de compra no consumidor. A criação publicitária tem sempre o objetivo de comunicar um conceito, associado a um produto, com a finalidade de vender esse produto a um público específico.